# Cayos Cochinos
Les Cayos Cochinos sont un groupe d'îles formées de deux petites îles (Cayo Menor et Cayo Grande) et de 13 cayes plus petites d'origine corallienne situées à 30 km au nord-est de La Ceiba, chef-lieu du département d'Atlántida au Honduras. Elles appartiennent cependant au département des Islas de la Bahía et font partie de la municipalité de Roatán.

## Protection
Les îles constituent une zone de protection marine et sont gérées par l'Institut des sciences marines de Roatán. Ce récif corallien fait partie du deuxième plus grand récif corallien au monde, connu sous le nom de Mesoamerican Barrier Reef System (en). Il existe une station de recherche scientifique à Cayo Menor, la plus petite des deux îles principales du système.
Établies comme une zone clé du système récifal mésoaméricain, les cayes et les eaux environnantes ont été déclarées réserve marine en 1994, avec l'aide de la Smithsonian Institution, afin de protéger toute la flore et la faune marines et terrestres d'une zone de 460 km2 menacé par la pollution, la pêche aveugle et le changement climatique. La réserve s'étend sur huit kilomètres dans toutes les directions. Les lois interdisent tous les types de pêche commerciale, filets et pièges dans le parc marin. Depuis 1994, la Smithsonian Institution, le Fonds mondial pour la nature (WWF), la Fondation hondurienne pour les récifs coralliens, l’Opération Wallacea et d’autres organisations à but non lucratif ont contribué à préserver la beauté naturelle de la région.
L'archipel est connu pour être le lieu où est enregistrée la vidéo de Téléréalité Survivors : Lost in Honduras, parmi d'autres.
|                |
| Cayos Cochinos |

|             |
| Caye privée |

|       |
| Plage |